# 維多利亞社區協會
維多利亞社區協會（英語：HKVSA，簡稱：維協）主要服務中西區至灣仔區的維多利亞城居民，透過建立社區平台，與居民攜手共建美好社區。
2020年6月30日，全國人大常委會通過《港區維護國家安全法》後，維多利亞社區協會宣布停止運作。區議員李永財及何致宏、主席周世傑退出。

## 參與選舉

### 2019年區議會選舉
2019年香港區議會選舉，受反送中運動影響，全港所有區議會選區皆有民主派代表參選。民主派選前被認為形勢佔優。維多利亞社區協會派出4人出選中西區及灣仔區。其中主席周世傑於觀龍選區擔任Plan B參選及後放棄選舉工程，最終取得138票，副主席李永財於灣仔區議會維園選區以2502票擊敗16年自動當選的灣仔區議會副主席、民建聯周潔冰，港大學生會外務副會長彭家浩以3289票擊敗西環選區三料議員民建聯張國鈞，由民主黨轉投維協的何致宏則以3093票擊敗水街選區民建聯楊學明。
| 參選選區 | 候選人 | 得票   | 結果 |
| 中西區   |        |        |      |
| 觀龍     | 周世傑 | 138票  | 落敗 |
| 西環     | 彭家浩 | 3289票 | 當選 |
| 水街     | 何致宏 | 3093票 | 當選 |
| 灣仔區   |        |        |      |
| 維園     | 李永財 | 2502票 | 當選 |

## 區議員
| 區議會 | 代號 | 選區 | 姓名   | 備註                |
| ------ | ---- | ---- | ------ | ------------------- |
| 中西區 | A08  | 西環 | 彭家浩 |                     |
| 中西區 | A15  | 水街 | 何致宏 | 在2021年5月26日請辭 |
| 灣仔區 | B05  | 維園 | 李永財 | 在2021年7月8日請辭  |

## 選舉

### 區議會選舉
| 選舉 | 民選得票 | 民選議席 | 當然議席 | 總議席  | 增減 |
| ---- | -------- | -------- | -------- | ------- | ---- |
| 2019 | 9022 ▲   | 3        | 0        | 3 / 458 | 3 ▲  |